# Lingue proto-pontiche
Il Proto-pontico o lingua protopontica è un'ipotetica protolingua, da cui sarebbero derivati due membri: Indoeuropeo e Proto-caucasico occidentale, che sono le protolingue delle lingue indoeuropee (IE) e delle lingue Lingue caucasiche occidentali (NWC), rispettivamente. Colarusso (1997) ha ipotizzato questa protolingua in base all'osservazione di somiglianze (che sono state giudicate superficiali) tra queste due protolingue nelle aree della fonologia e della morfologia.
Esempi di queste somiglianze sono:
- Particelle nasali di negazione in entrambe le famiglie: PIE *n- (Germanico un- (IE), Romanzo in- (IE), Russo ne- (IE)) si confronti con l'Ubykh m- (NWC), con l'Abcaso m- (NWC).
- Un caso variamente chiamato "accusativo", "obliquo" oppure "oggettivo", contraddistinto da suffissi nasali: PIE accusativo *-m (es. Latino luna (nom.) e lunam (acc.)); si confronti con l'Ubykh kwæy "pozzo" (ass.) e kwæyn (obl.).